# مقاطعة الحي الحسني
مقاطعة الحي الحسني هي أحد مقاطعات عمالة الدار البيضاء غرب المملكة المغربية. تضم مقاطعة الحي الحسني أحياء مهمة للدار البيضاء و تأوي مقاطعة الحي الحسني 323.944 نسمة (حسب الإحصاء الرسمي 2004).